# Coturnix ypsilophora

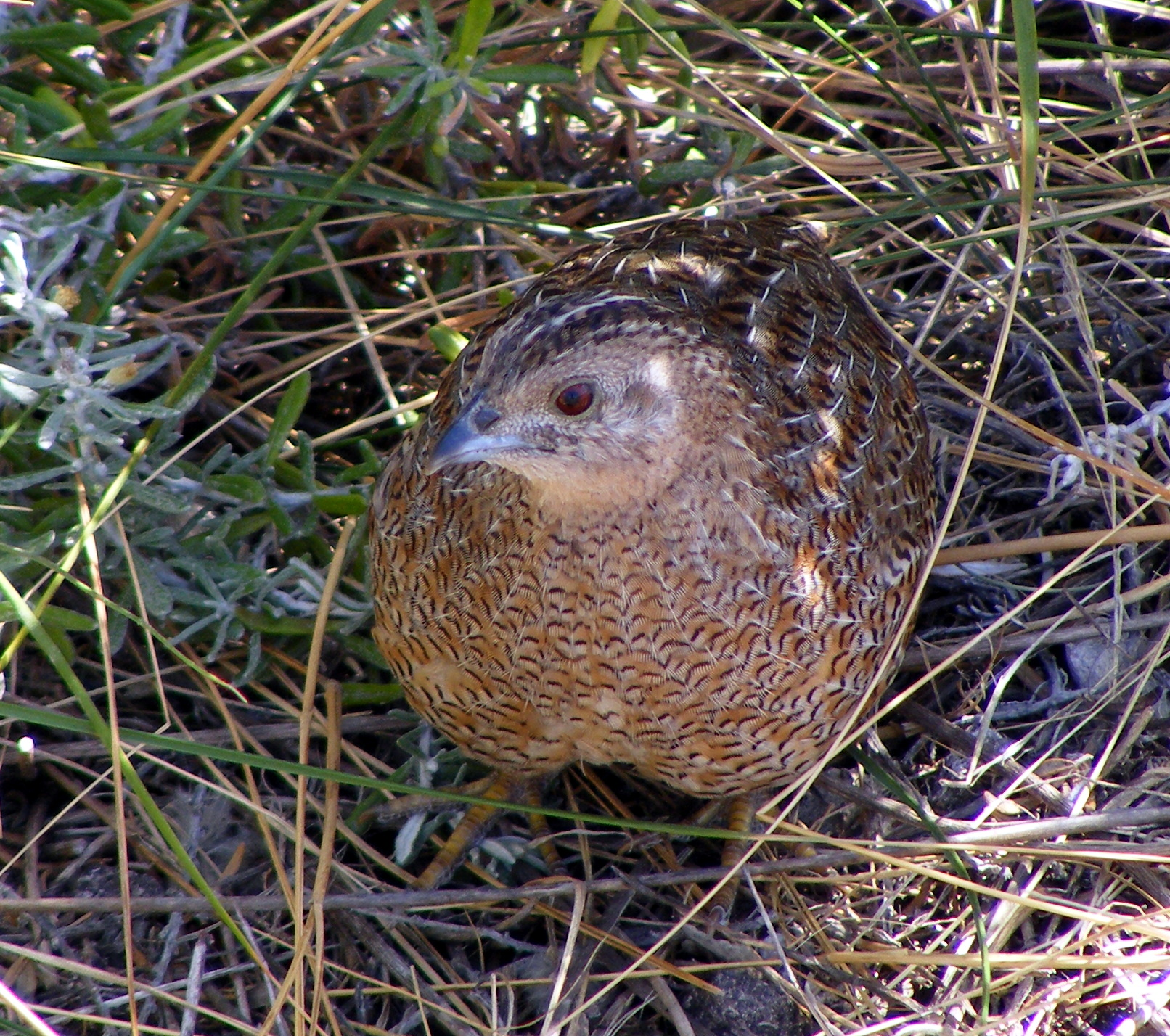

Coturnix ypsilophora là một loài chim trong họ Phasianidae.